# Harrison Ball
Harrison Ball (Houston, 12 aprile 1993) è un ballerino, attore e coreografo statunitense, ex primo ballerino del New York City Ballet.

## Biografia
Nato in Texas, Harrison Ball ha iniziato a danzare all'età di quattro anno, studiando al The Charleston Ballet Theatre nel Carolina del Sud. Nel 2007 ha iniziato a studiare alla School of American Ballet e nel 2011 è stato scritturato dal New York City Ballet. Nel 2017 è stato promosso al rango di solista, mentre nel 2022 è stato proclamato primo ballerino della compagnia.
Nei suoi dodici anni con la compagnia ha danzato un vasto repertorio che includeva i ruoli del Cavaliere ne Lo schiaccianoci (Balanchine), Gurn ne La Sylphide (Bournonville), Mercuzio in Romeo e Giulietta (Martins), Siegfried ne Il lago dei cigni (Martins) e coreografie di Mauro Bigonzetti, William Forsythe, Justin Peck, Aleksej Ratmanskij, Gianna Reisen, Jerome Robbins, Jamar Roberts, Christopher Wheeldon e Liam Scarlett.
A causa di diversi infortuni e dell'artrite, nell'aprile 2023 ha dato l'addio alle scene danzando nel ruolo del protagonista ne Il pomeriggio di un fauno di Robbins. Nello stesso anno ha esordito come coreografo con il balletto “Purcell Suite” per il New Jersey Ballet ed è stato scritturato nella serie di Amy Sherman-Palladino Étoile.
È dichiaratamente gay e fidanzato con lo stilista Zac Posen.